# 多爾日縣
多爾日縣（羅馬尼亞語發音：[dolʒ] ⓘ）是羅馬尼亞西南部的一個縣，南隔多瑙河界保加利亞。面積7,414平方公里，人口660,544（2011年）。首府克拉約瓦。
下設3市、4镇、104鄉。